# Short Shirl
Short N.1B Shirl là một loại máy bay hai tầng cánh, một chỗ. Dự định loại máy bay này sẽ được trang bị trên các tàu sân bay và mang các ngư lôi hạng nặng vào cuối Chiến tranh thế giới I.

## Tính năng kỹ chiến thuật (Shirl tiêu chuẩn)
Dữ liệu lấy từ Barnes 1989, tr. 150
Đặc điểm tổng quát
- Kíp lái: 1
- Chiều dài: 35 ft 0 in (10.66 m)
- Sải cánh: 52 ft 0 in (15.85 m)
- Chiều cao: 13 ft 3 in ([1] 4.04 m)
- Diện tích cánh: 791 ft2 (73.5 m2)
- Trọng lượng rỗng: 3.300 lb (1.497 kg)
- Trọng lượng có tải: 5.950 lb (2.700 kg)
- Động cơ: 1 × Rolls-Royce Eagle VIII kiểu động cơ V12, làm mát bằng nước, 385 hp (288 kW) mỗi chiếc

Hiệu suất bay
- Vận tốc cực đại: 92 mph (148 km/h)
- Thời gian bay: 6,5 giờ
- Trần bay: [1] 10.000 ft (3.050 m)

Vũ khí trang bị
- 1 × ngư lôi Mark VIII 1.423 lb (645 kg)